# Гілтонія (Джорджія)
Гілтонія (англ. Hiltonia) — місто (англ. city) в США, в окрузі Скревен штату Джорджія. Населення — 310 осіб (2020).

## Географія
Гілтонія розташована за координатами 32°53′0″ пн. ш. 81°39′41″ зх. д. / 32.88333° пн. ш. 81.66139° зх. д. (32.883339, -81.661487).  За даними Бюро перепису населення США в 2010 році місто мало площу 4,51 км², з яких 4,46 км² — суходіл та 0,05 км² — водойми.

## Демографія
Згідно з переписом 2010 року, у місті мешкали 342 особи в 123 домогосподарствах у складі 88 родин. Густота населення становила 76 осіб/км².  Було 156 помешкань (35/км²).
Расовий склад населення:
| - 66,1 % — чорних або афроамериканців - 32,2 % — білих - 0,6 % — корінних американців |

До двох чи більше рас належало 1,2 %. Частка іспаномовних становила 0,9 % від усіх жителів.
За віковим діапазоном населення розподілялося таким чином: 20,8 % — особи молодші 18 років, 65,2 % — особи у віці 18—64 років, 14,0 % — особи у віці 65 років та старші. Медіана віку мешканця становила 39,8 року. На 100 осіб жіночої статі у місті припадало 84,9 чоловіків;  на 100 жінок у віці від 18 років та старших — 77,1 чоловіків також старших 18 років.
Середній дохід на одне домашнє господарство  становив 34 116 доларів США (медіана — 24 167), а середній дохід на одну сім'ю — 38 672 долари (медіана — 38 750). За межею бідності перебувало 36,5 % осіб, у тому числі 66,1 % дітей у віці до 18 років та 21,2 % осіб у віці 65 років та старших.
Цивільне працевлаштоване населення становило 117 осіб. Основні галузі зайнятості: науковці, спеціалісти, менеджери — 19,7 %, виробництво — 18,8 %, транспорт — 17,9 %.